# Красновский, Борис Михайлович
Борис Михайлович Красновский — советский и российский учёный, доктор технических наук (1986), профессор, заслуженный строитель Российской Федерации,
академик Российской инженерной и Международной инженерных академий и академии Строительства Украины.

## Научная деятельность
Научная деятельность связана с совершенствованием технологии зимнего бетонирования.
Первые исследования посвящены разработке теории и технологии прогрева каркасных бетонных и железобетонных конструкций в электромагнитном поле — методу индукционного нагрева, позволившему строить в зимних условиях многоэтажные каркасные здания.
С применением этого метода возведены практически все высотные здания Москвы второго поколения — здание Гидропроекта, здание комплекса СЭВ (ныне — мэрии Москвы), корпуса проспекта Калинина (ныне — Нового Арбата), комплекс гостиницы «Россия» и многие другие объекты промышленного и гражданского назначения.
В ходе последующих исследований предложен комплекс методов предварительного разогрева бетонной смеси в автобетоносмесителях (предварительный электроразогрев, пароразогрев и химический разогрев), позволяющих укладывать в конструкции бетон с температурой 60-80 град. с последующим его термосным остыванием.
Исследования последних лет связаны с изучением термонапряженного состояния термообработанных бетонных и железобетонных конструкций в период их охлаждения.
Результаты исследований включены в основные нормативные документы в области технологии и организации строительства СНиП 3.В1-70, СП 70.13330.2012 «Несущие и ограждающие конструкции», Руководство по производству бетонных работ в зимних условиях, в районах Дальнего Востока, Сибири и Крайнего Севера (1982), Руководство по прогреву бетона в монолитных конструкциях (РААСН и НИИЖБ, 2005)

## Преподавательская деятельность
1966—1972 — курс Технологии строительного производства в МИСИ им. В. В. Куйбышева
1972—2014 — заведующий кафедрой Строительного производства ФПКС, ЦМИПКС (при МИСИ им. В. В. Куйбышева до 1993 г, МГСУ до 1999 г, ГАСИС до 2012 г, в настоящее время [| Национальный исследовательский университет «Высшая школа экономики» → Институт дополнительного профессионального образования ГАСИС НИУ ВШЭ.]
1979—1989 — декан факультета Технологии строительства ЦМИПКС
1989 −1998— проректор ЦМИПКС при МИСИ им. В. В. Куйбышева до 1993 г, при МГСУ до 1999 г .
1999—2009 — первый проректор по учебной и научной деятельности Государственной Академии специалистов инвестиционной сферы (ГАСИС) Министерства образования РФ.
2012—2019 — профессор НИУ «Высшая Школа Экономики»
2013 — н.в. — председатель Государственной Экзаменационной Комиссии НИУ «Московский государственный строительный университет»
За годы работы в должности проректора, а затем первого проректора, под его непосредственным руководством разработана методическая и учебная база организации повышения квалификации и профессиональной переподготовки руководящих работников кадров строительной отрасли (от главных инженеров Строительных управлений до начальников Главстроев). Помимо головной структуры в ЦМИПКС работали его филиалы в Киеве, Ереване, Алма-Ате (до 1991 года), Иркутске и Волгограде.
С 2009 по 2018 год вел авторский дистанционный шестимесячный курс профессиональной переподготовки по направлению «Промышленное и гражданское строительство», легший затем в основу, выдержавшего уже четыре издания, учебного пособия «Промышленное и гражданское строительство в задачах с решениями», имеющего на сегодняшний день статус «Лидер продаж» по издательству АСВ. Учебное пособие дает возможность специалистам, не имеющим профильного строительного образования, получить серьезную подготовку в области строительной физики (теплофизика, защита от шума, естественное освещение и инсоляция), строительных материалов (технология бетона), строительных конструкций (элементы статики сооружений, расчет стальных, деревянных и железобетонных конструкций), оснований и фундаментов, технологии строительного производства (земляные работы, монтаж строительных конструкций, монолитный бетон), организации и экономики строительства (включая сметное нормирование) и безопасности жизнедеятельности (электробезопасность, пожарная безопасность зданий и сооружений).

## Общественная деятельность
1981—1990 Председатель Научно-технического Совета Госстроя СССР по технологии и организации строительства;
1984—1991 Председатель Совета содействия университетам технического прогресса в строительстве при ЦП НТО Стройиндустрии.
70-80е годы — член Правления строительной секции Всесоюзного общества «Знание», член
Научно-координационного Совета по бетону и железобетону Госстроя СССР,
заместитель председателя строительной секции Научного Совета по тепломассопереносу в технологических процессах при ГКНТ СССР,
1999 член Центральной комиссии Госстроя России по профессиональной аттестации руководящих работников и специалистов Госархстройнадзора России(5).
В настоящее время член профильного комитета № 1 Общестроительные работы Национального объединения строителей (Нострой).
Член редакционного совета научно-технического журнала «Интеграл»(3).
Член редколлегии журнала «Экономика строительства».

## Труды
Автор более 150 научных работ, более тридцати авторских свидетельств на изобретения, в том числе отмеченных наградами и медалями.
2023 "Промышленное и гражданское строительство в задачах с решениями. Учебное пособие для вузов, рекомендованное УМО вузов РФ по образованию в области строительства для системы профессиональной переподготовки по направлению «Промышленное и гражданское строительство» (первое издание, 624 стр. — М.: Изд. АСВ, 2013; второе издание, дополненное, 1423 стр. — М.: Изд. АСВ., 2015; третье издание, дополненное 1520 стр.- М.: Изд. АСВ, 2018; четвертое издание, дополненное, 1 том — 879 стр. , 2 том — 681 стр.- М.: Изд. АСВ, 2023).
2021 «Технологии устройства плитных фундаментов 17-этажных панельных зданий» Совместно с М. Ю. Абелевым. //Промышленное и гражданское строительство.-2021.-№ 4
2020 «Особенности зимнего бетонирования среднемассивных монолитных фундаментов высотных зданий» Совместно с М. Ю. Абелевым. //Промышленное и гражданское строительство.-2020.-№ 10
2016 «Инженерно-физические основы методов зимнего бетонирования. Учебное пособие для вузов, рекомендовано УМО вузов РФ по образованию в области строительства для студентов, обучающихся по направлению 270100 „Строительство“» (первое издание -М.: ГАСИС, 2004, второе издание — М.: ГАСИС, 2007, третье издание — М.: Юрайт, 2016).
1986 «Монолитный бетон на индустриальной основе.» (совместно с Сагадеевым Р. А.). М.: Знание.
1986 «Совершенствование технологии зимнего бетонирования.» М.: ВНИИИС Госстроя СССР.
1986 «Зимнее бетонирование в условиях индустриализации монолитного бетона.» М.: ЦМИПКС при МИСИ им. В. В. Куйбышева.
1983 "Основные направления повышения эффективности монолитного бетона."М.: ЦМИПКС при МИСИ им. В. В. Куйбышева.
1981 «Особенности технологии проведения работ по устройству фундаментов.» (совместно с Абелевым М.Ю). М.: ЦМИПКС при МИСИ им. В.В Куйбышева.
1981 «Индустриальные методы производства бетонных работ.» М.: МИСИ им.
1980 «Физические основы тепловой обработки бетона.» М.: МИСИ им. В. В. Куйбышева.
1975 «Электротермообработка бетона» (совместно с Абрамовым В. С. и Даниловым Н.Н). М.: МИСИ им. В. В. Куйбышева.
2009 «Определение температуры и продолжительности остывания конструкций.» // «Технологии бетонов.» 2009.-№ 6,7 и 8.
1986 «Динамика термонапряженного состояния конструкций при зимнем бетонировании.» //Бетон и железобетон.-1986.-№ 12
1985 «Winter concreting under the conditions of industrialisations of gast in plas concrete.» Third International RILEM Simposium. Espoo. 1985.
1985 Индустриализация монолитного строительства в зимних условиях//Механизация строительства.-1985.-№ 4.
1971 «О термообработке каркасных конструкций индукционным методом.» //Бетон и железобетон.-1971.-№ 1.
1966 «Термообработка железобетонных каркасных конструкций индукционным методом.» (совместно с Даниловым Н. Н.) //Бетон и железобетон.-1966.-№ 12.).

## Увлечения
2005 «С! Тихо!! Творения!!!» М.: ГАСИС, (Предисловие Евгения Рейна)
2015 «Стихи. Живопись» М.НБЭЛ-80
2023 Вильгельм Буш. Критика сердца. Перевод Б.Красновского. М.:Изд. АСВ

## Награды и премии
2008 — Почётный работник высшего образования РФ
2004 — Орден Дружбы
1995 — Заслуженный строитель РФ
1987 — Медаль Ветеран труда
Медали ВДНХ за работы в области технологии бетона (1975, 1989).
Почетные грамоты ЦК КПСС и СМ СССР, Исполкома Моссовета, Госстроя СССР, Министерства строительства предприятий тяжелой индустрии СССР, Министерства строительства СССР, Министерства промышленного строительства СССР, Правления Всесоюзного общества «Знание», Центрального Правления НТО Стройиндустрия, Главмосстроя